# Hans Klaus von Werder

Hans Klaus von Werder

Hans Klaus von Werder (* 30. August 1892 in Reideburg auf Rittergut Sagisdorf; † 9. Juli 1972 in Gürzenich (Düren)) war ein deutscher Offizier, persönlicher Adjutant des Prinzen Eitel Friedrich von Preußen sowie Bundesvorsitzender des Semper talis Bundes (1953–1971).

## Leben
Hans Klaus von Werder entstammt dem Adelsgeschlecht von Werder, seine Eltern waren die Gutsbesitzerstochter Anna von Frantzius-Uhlkau (* 1864; †) und Nikolaus von Werder-Sagisdorf (* 1856; † 1917). Er selbst besuchte das Stadtgymnasium in Halle (Saale) sowie das Friedrichskollegium zu Königsberg. 1905 kam Werder zur besseren Förderung seiner wissenschaftlichen Kenntnisse in das Alumnat der Klosterschule in Roßleben. Nachdem er in Berlin-Lichterfelde unter Zuhilfenahme von Lehrern der Hauptkadettenanstalt für die Fähnrichsprüfung vorbereitet worden war und diese bestanden hatte, trat er am 22. März 1911 als Fahnenjunker beim 1. Garde-Regiment zu Fuß in Potsdam ein. Nach erfolgreichem Besuche der Kriegsschule zu Hannover erfolgte unter dem 18. August 1912 seine Beförderung zum Leutnant.

### Erster Weltkrieg
Mit dem 1. Garde-Regiment zu Fuß zog er 1914 als Zugführer an die Westfront. Die Hauptereignisse waren: Schlacht bei Namur, Gefecht bei Monceau, am 24. August 1914 zum Adjutanten des 1. Bataillons ernannt, Schlacht bei St. Quentin, am 7. September in der Schlacht am Petit Morin durch Granatsplitter am Oberschenkel leicht verwundet, aber bei der Truppe verblieben, Kämpfe bei Reims, Schlacht bei Arras, Stellungskämpfe im Artois, Stellungskämpfe in der Champagne (Perthes, Le Mesnil), Schlacht von Gorlice-Tarnów, Kampf um Jaroslau, Übergang über den San, Kämpfe bei Radymno und am San, Kämpfe am Brückenkopf von Jaroslau, Durchbruchsschlacht von Lubaczow, Schlacht bei Lemberg, Verfolgungskämpfe an der galizisch-polnischen Grenze bis zum Bug, am 9. August 1915 zum Führer der 3. Kompanie ernannt, Verfolgungskämpfe zwischen Bug und Jasiolda, am 28. September 1915 Herbstschlacht bei La Bassée und Arras (Givenchy), Stellungskämpfe bei Roye/Noyon, Schlacht an der Somme, am 26. August 1916 an der Somme schwer verwundet und in die Heimat gebracht.
Gesundheitlich einigermaßen wiederhergestellt, wurde von Werder am 1. November 1916 zur Infanterie-Stabswache des Großen Hauptquartiers in Pleß kommandiert. Am 27. Dezember 1916 wurde von Werder zum Dienst bei Prinz Eitel Friedrich von Preußen, Kommandeur der 1. Garde-Division, abgeordnet und am 26. Januar 1917 zum persönlichen Adjutanten ernannt. Die Kriegstätigkeiten von Werders als persönlicher Adjutant spielte sich nun nicht mehr in vorderster Linie, sondern beim Divisionsstab ab. Die Hauptereignisse waren: Doppelschlacht an der Aisne und in der Champagne, Stellungskämpfe in den Argonnen, Abwehrschlacht und Stellungskämpfe bei Zloczow, Durchbruchsschlacht in Ostgalizien, Stellungskämpfe am Sereth (Tarnopol), Schlacht bei Riga, Stellungskämpfe nördlich der Düna.

Ilse von Werder, geb. von Diringshofen

Zwischendurch heiratete Hans Klaus von Werder am 4. Oktober 1917 in Nedlitz bei Potsdam Ilse von Diringshofen, eine Tochter des Generalleutnants Max von Diringshofen und Margarete de Haën. Aus der Ehe gingen vier Kinder hervor.
Am wurde er 28. November 1917 zum Oberleutnant befördert. Wieder an der Westfront folgten Stellungskämpfe bei Reims, die Durchbruchsschlacht bei St. Quentin/La Fére, Kämpfe beim Übergang über die Somme und den Crozat-Kanal, Kämpfe bei Montdidier, Kämpfe an der Avre, die Schlacht bei Soissons und Reims (Chemin des Dames), Kämpfe zwischen Oise und Aisne und über die Vesle bis zur Marne. Vom 18. Juni bis zum 6. Juli 1918 war von Werder unter Belassung in seiner Stellung als persönlicher Adjutant des Prinzen Eitel-Friedrich während der Ruhe-/Ausbildungszeit des 1. Garde-Regiments zu Fuß stellvertretender Regimentsadjutant. Dann wieder beim Prinzen beobachtete er das Ende an der Westfront: Stellungskämpfe zwischen Aisne und Marne, Angriffsschlacht an der Marne und in der Champagne, Abwehrschlacht zwischen Marne und Vesle, Abwehrschlacht zwischen Oise und Aisne, Kämpfe vor der Siegfriedstellung, Stellungskämpfe in den Argonnen, Abwehrschlacht in der Champagne und an der Maas, Kämpfe vor der Hundingfront und der Brunhildfront, an der Aisne und an der Aire, Schlacht bei Vouziers. Am 22. Oktober 1918 verließ Prinz Eitel-Friedrich in Begleitung seines persönlichen Adjutanten die Division.

### Weimarer Republik
In Potsdam erlebte von Werder die Novemberrevolution. Am 8. Dezember 1918 wurde er seiner Stellung als persönlicher Adjutant des Prinzen Eitel-Friedrich enthoben und in das 1. Garde-Regiment zu Fuß zurückversetzt. Nach dem Kriege führte von Werder vier Wochen eine Kompanie des zurückgekehrten 1. Garde-Regiments. Kurz vor dem Sturm auf das Gebäude der sozialistischen Zeitung Der Vorwärts in Berlin, das von Potsdamer Garden aus der Hand der Spartakusgruppe für die Mehrheitssozialisten zurückerobert wurde, erbat er seine Entlassung, nachdem er mit dem Obmann des Soldatenrates des Regiments aneinandergeraten war. Unter dem 18. Juli 1919 wurde ihm der Abschied mit Pension und die Erlaubnis zum Tragen der Uniform seines Regiments bewilligt.
Als angehender Großgrundbesitzer auf Rittergut Sagisdorf widmete er sich der Landwirtschaft, studierte drei Semester auf der Universität Halle, hörte dort nicht nur rein fachwissenschaftliche, sondern auch volkswirtschaftliche sowie juristische Vorlesungen und war dann zweieinhalb Jahre beim Rittergutsbesitzer Georg von Zimmermann auf Gut Neukirchen (Kreis Merseburg) praktisch tätig. Die freie Zeit nutzte er, um im politischen Leben tätig zu sein. Er nahm enge Fühlung mit dem Stahlhelm in Halle und schrieb für diesen eine Reihe „vaterländischer“ Abhandlungen, die in den Ortsgruppen verbreitet wurden. Ferner übernahm er das Amt des zweiten Vorsitzenden des Volksvereins Halle/Saalkreis der Deutschnationalen Volkspartei und des geschäftsführenden Vorstandsmitglieds des Landesverbandes dieser Partei. Am 1. April 1928 legte er, nachdem er die geerbten Rittergüter Sagisdorf, Queis und Storkwitz von seiner Mutter übernommen hatte, die politischen Ehrenämter nieder, um sich ganz dem landwirtschaftlichen Betrieb widmen zu können. Von 1923 an war er Ehrenritter des Johanniterordens und musste aus diesem wegen der Mitgliedschaft zur NSDAP wieder im Februar 1939, wie 10 Prozent aller Gesamtmitglieder, austreten. 1933 war er noch Rechtsritter geworden und Mitglied der Sächsischen Provinzialgenossenschaft. Hans Klaus und seine Frau Ilse waren in der Deutschen Adelsgenossenschaft, organisiert in der Landesabteilung Magdeburg.

### NS-Diktatur, Zweiter Weltkrieg und Nachkriegszeit
Nach der Machtübertragung an die Nationalsozialisten stieg von Werder im Reichsnährstand auf. 1934 wurde er zum Landeshauptabteilungsleiter III der Landesbauernschaft Sachsen-Anhalt ernannt; dadurch wurde er Mitglied des Landesbauernrates Sachsen-Anhalt.
Im Zweiten Weltkrieg war von Werder als Major Korpsnachschubführer im Infanterie-Regiment 9. In Russland wurde er beim Ausbruch aus dem Kessel von Tschertkowo verwundet. Im Juli 1944 wurde er in Italien eingesetzt. Er geriet in amerikanische Gefangenschaft, aus der er im Juli 1946 entlassen wurde.
Unterdessen hatten seine Frau und seine Söhne infolge des Bodenreformgesetzes ihre Güter verlassen müssen und waren aus der sowjetischen Besatzungszone in den Westen geflohen. Man bemühte sich dennoch, wie andere Grundbesitzer, mit Eingaben gegen die Enteignungen vorzugehen. Hans Klaus von Werder arbeitete nun u. a. als Landwirt und als Vertreter für Textilwaren. In den Jahren 1953 bis 1971 war von Werder Bundesvorsitzender des von ihm 1921 mitgegründeten Semper talis Bundes.

## Auszeichnungen
- Eisernes Kreuz (1914) II. Klasse am 17. September 1914
- Eisernes Kreuz (1914) I. Klasse am 23. März 1915
- Ritterkreuz des Königlichen Hausordens von Hohenzollern mit Schwertern am 15. Oktober 1916
- Verwundetenabzeichen (1918) in Schwarz
- Ehrenkreuz des Fürstlichen Hausordens von Hohenzollern III. Klasse mit Schwertern
- Österreichisches Militär-Verdienstkreuz III. Klasse mit Kriegsdekoration
- Friedrich-August-Kreuz II. und I. Klasse
- Kriegsverdienstkreuz (1939) mit Schwertern II. und I. Klasse
- Verwundetenabzeichen (1939) Silber